# Portuguès d'Angola

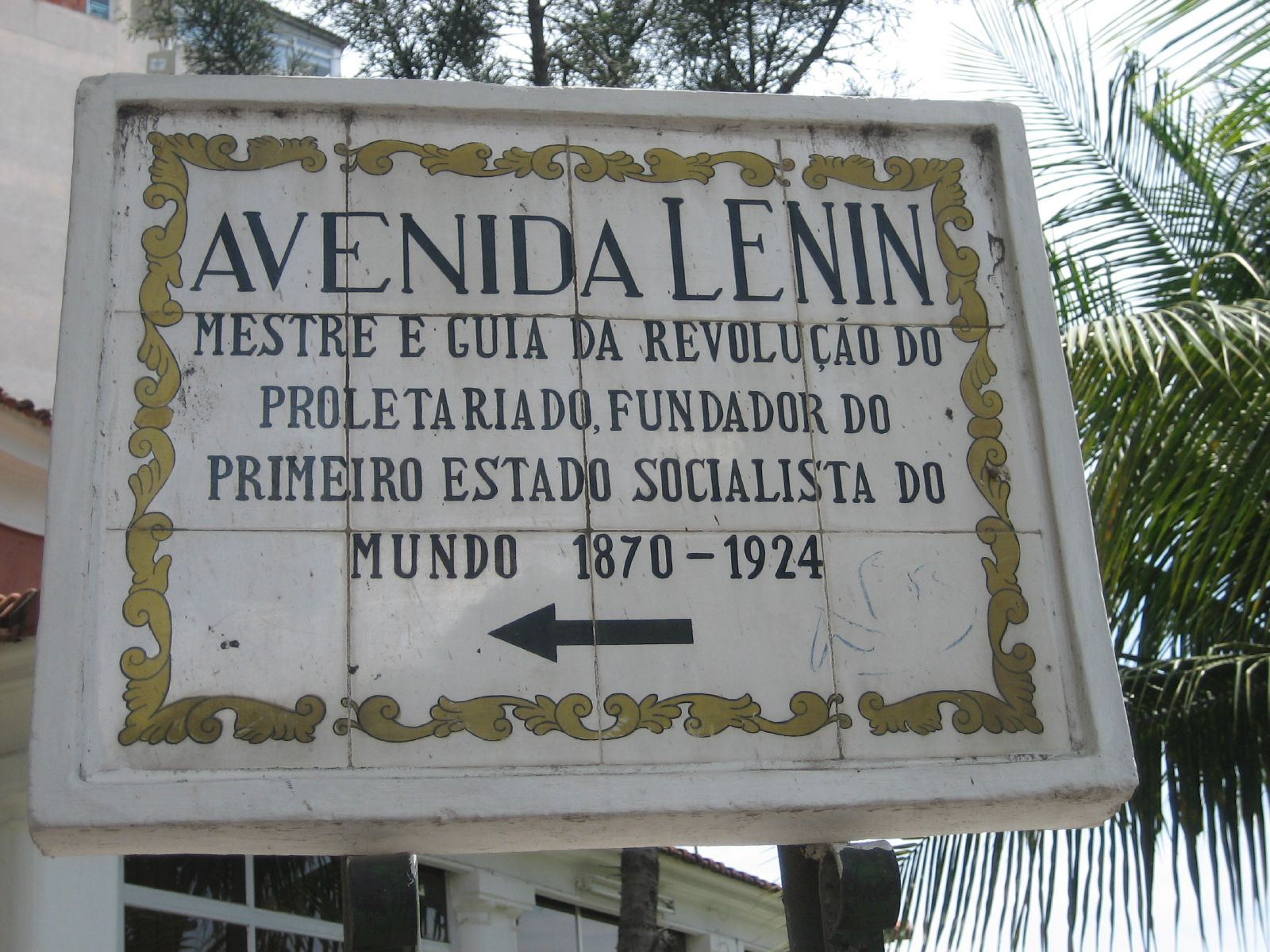
Imatge del cartell de l'Avinguda Lenin situada a Luanda i escrita en portuguès.

El portuguès angolà (português angolano en portuguès) és la variant del portuguès parlada a Angola. A tot el país, gairebé un 80% dels 12,5 milions d'habitants parlen el portuguès regularment.
Fins i tot després de la independència de les antigues colònies africanes, el portuguès estàndard de Portugal és l'estàndard preferit pels països africans de llengua portuguesa. Encara que la llengua portuguesa s'englobi en dos grans estàndards, el portuguès brasiler i el portuguès europeu (sense comptar l'estàndard reintegracionista del gallec, segons els moviments reintegracionistes), hi ha un gran nombre de variants regionals, com la variant angolana, ben característica.

## Fonologia
En molts aspectes el portuguès d'Angola és semblant amb el portuguès brasiler. Com per exemple, amb la pronúncia de la paraula "menino", al Brasil i a Angola la pronúncia és /mininu/ o /meninu/, tot i que el referent principal de pronúncia pels angolans és la del portuguès europeu. Com per exemple amb la paraula "Portugal", que es pronuncia /purtugal/ tant pels portuguesos com pels angolans. Cal ressaltar que hi ha una gran influència africana entre les parles angolanes.

## Ortografia

### Estàndards
El portuguès té dues varietats escrites (padrões en portuguès) reconegudes internacionalment: 
- Portuguès Europeu i Africà
- Portuguès del Brasil

Angola empra l'Estàndard Europeu, tant a nivell escrit com en la pronúncia. El que la versió brasilera del portuguès té de rellevant no és el seu lèxic o pronúncia diferents (considerats naturals fins i tot en un mateix país), sinó la seva forma escrita. El Brasil eliminà la majoria de les lletres "c" en combinacions com "cc", "cç" o "ct"; i "p" en combinacions com "pc", "pç" o "pt" perquè no es pronuncien com a la forma culta de la llengua, una reminiscència del seu passat llatí.
| Europa i Àfrica | Brasil   |
| --------------- | -------- |
| acção           | ação     |
| contacto        | contato  |
| direcção        | direção  |
| eléctrico       | elétrico |
| óptimo          | ótimo    |

També existeixen diferències en accents, a causa de: 
1. Pronúncia diferent. El Brasil en paraules com "Antônio" o "anônimo" empra vocals diferents tancades, on Portugal i Àfrica les utilitzen obertes, "António" o "anónimo", respectivament.
2. Facilitar la lectura. Com que "qu" pot ser llegit de dues maneres diferents en portuguès: "ku" o "k", Brasil decidí fer-ho més senzill, amb l'ús de la dièresi. En comptes de "cinquenta" (cinquanta en català) tal com s'escriu a Portugal i a l'Àfrica, al Brasil s'escriu "cinqüenta".

## Lèxic
La majoria del vocabulari del portuguès és comuna entre totes les variants. Tanmateix, hi ha termes que són utilitzats exclusivament a Angola o que són molt poc comuns a les altres variants. S'incorporaren moltes paraules africanes al portuguès angolà.
| Angola                                           | Portugal                    | Brasil             | Català      |
| ------------------------------------------------ | --------------------------- | ------------------ | ----------- |
| anhara, chana                                    | savana                      | savana             | sabana      |
| bazar (també utilitzat informalment a Portugal)  | ir embora                   | ir embora ou vazar | anar        |
| cacimba (també utilitzat al nord-est del Brasil) | poço                        | poço               | pou         |
| chuinga (de l'ang. chewing-gum)                  | pastilha elástica, chiclete | chiclete           | xiclet      |
| garina (també utilitzat informalment a Portugal) | rapariga, miúda             | garota             | nena        |
| jinguba                                          | amendoim                    | amendoim           | cacauet     |
| machimbombo                                      | autocarro                   | ônibus             | autobús     |
| muceque                                          | bairro de lata              | favela             | barri pobre |